# Basílica de Santa Práxedes

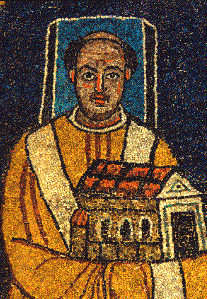
El papa Pascual I representado en el mosaico de Santa Práxedes. Está mostrando a Cristo un modelo de iglesia, y luce un halo cuadrado, lo que significa que estaba vivo al tiempo de ejecutarse el mosaico.

La basílica de Santa Práxedes (en italiano: Santa Prassede) es una basílica en Roma, ubicada cerca de la más grande basílica de Santa María la Mayor.

## Historia
La iglesia, en su forma actual, fue un encargo del papa Adriano I alrededor del año 780, y construida encima de los restos de una estructura del siglo V. Fue diseñada para albergar las reliquias de las santas Práxedes y Pudenciana, las hijas de san Pudencio, tradicionalmente el primer converso cristiano de san Pablo en Roma. Las dos santas mujeres fueron asesinadas por proporcionar un entierro cristiano a los primeros mártires, en desafío de la ley romana. La basílica fue ampliada y decorada por el papa Pascual I alrededor del año 822.
El papa Pascual, que reinó entre 817 y 824, estuvo en primera línea del Renacimiento carolingio, comenzado e impulsado por el emperador Carlomagno. Deseaban volver a los cimientos de la Cristiandad teológica y artísticamente. Pascual, pues, comenzó dos ambiciosos programas, unidos entre sí: la recuperación de huesos de mártires de Roma y una campaña de edificación de iglesias casi sin precedentes. Pascual encontró numerosas reliquias y las llevó a esta iglesia. El Titulus Sancta Praxedis fue establecido por el papa Evaristo.

## Decoración interior
El altar mayor es un lienzo de Santa Práxedes reuniendo la sangre de los mártires (alrededor de 1730-35) por Domenico Muratori.

### Mosaicos
El elemento más impresionante de la iglesia es, claramente, el programa decorativo musivo. Pascual contrató a un equipo de mosaístas profesionales para acabar la obra del ábside, el arco del ábside y el triunfal. En el ábside, Jesús está en el centro, flanqueado por los santos Pedro y Pablo que presentan a Práxedes y Pudenciana a Dios. En el extremo de la izquierda está Pascual, con el halo cuadrado de los vivos, presentando una maqueta de la iglesia como ofrenda a Jesús. Por debajo corre una inscripción de Pascual, esperando que su ofrenda bastará para asegurarle un lugar en el cielo.
En el arco del ábside hay doce hombres a cada lado, sosteniendo coronas de victoria, dando la bienvenida a las almas al cielo. Sobre ellos están los símbolos de los cuatro evangelistas: Marcos, el león; Mateo, el hombre; Lucas, el toro; y Juan, el águila, rodeando a un cordero sobre un trono, un símbolo del eventual regreso de Cristo a la Tierra.

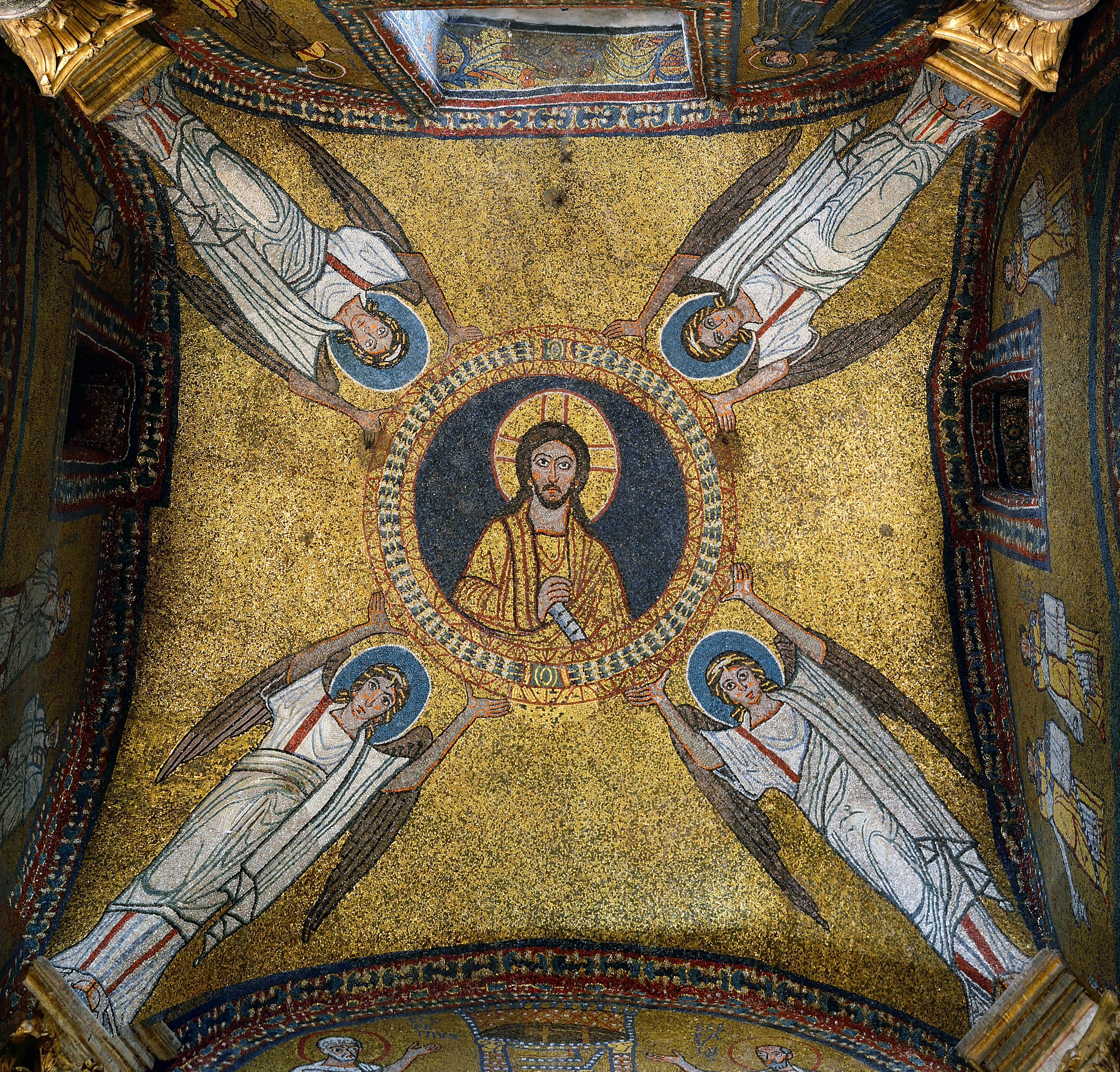
Techo de la capilla de San Zenón.

Los aspectos más conocidos de esta iglesia son estos mosaicos y los de la capilla de San Zenón, una capilla funeraria que Pascual construyó para su madre, Teodora. Un aspecto intrigante y relativamente oculto de esta iglesia son los frescos antiguos. Ascendiendo por una escalera de caracol, se entra en una pequeña sala, cubierta por andamiaje. Sobre la pared hay un ciclo de frescos que se remontan casi con toda probabilidad al siglo VIII. Los frescos representan supuestamente el ciclo de la vida de la santa titular de la iglesia, Práxedes.

## Pilar de la flagelación de Jesús
Santa Práxedes también conserva un segmento del supuesto pilar sobre el que Jesús de Nazaret fue flagelado y torturado antes de su crucifixión en Jerusalén. La reliquia se dice que se encontró a principios del siglo IV por Santa Elena, la madre de Constantino I, quien a los 80 años de edad emprendió una peregrinación al Gólgota en Tierra Santa para fundar iglesias para el culto cristiano y recoger reliquias asociadas con la crucifixión de Jesús en el Calvario. Entre estas legendarias reliquias conseguidas por Elena, que incluyen piezas de la Vera Cruz (hoy conservadas en la iglesia de Santa Cruz de Jerusalén, también en Roma) y madera de la cuna de Jesús, una de ellas fue el segmento del pilar hoy alojado en Santa Práxedes. La autenticidad de estas reliquias, incluyendo el pilar, es discutida por los historiadores y algunos cristianos, debido a la falta de evidencias científicas y a la proliferación masiva de reliquias falsas durante la Edad Media.

## Titulus
Entre los titulares conocidos de esta sede están Silvanus Antonius (318),  Serraus Aquileus (o Serranus) (335), Domitius Ligus (387), Annius Longus (421), Severus Flavius (475), Ginesius (478), Sebastianus (482), Lorentius Caelius — Lorenzo (antipapa) — (494), Paschal Massimi — más tarde papa Pascual I — (796), Ottavius Elarius (829), Aldemar (1062), Benedictus Caius (1073), Desiderius (después de 1077), Lambertus Scannabecchi — más tarde papa Honorio II — (1099), Desiderius (1105), Ublado Allucingoli — más tarde papa Lucio III — (1141), Giovanni Maria Ciocchi del Monte — más tarde papa Julio III — (1542-1543), Rafael Merry del Val (1903-1930).
El actual cardenal sacerdote del Titulus S. Praxedis es Paul Poupard.